# Comuna de Świercze
Świercze (polaco: Gmina Świercze) é uma gminy (comuna) na Polónia, na voivodia de Mazóvia e no condado de Pułtuski. A sede do condado é a cidade de Świercze.
De acordo com os censos de 2004, a comuna tem 4801 habitantes, com uma densidade 51,6 hab/km².

## Área
Estende-se por uma área de 93,04 km², incluindo:
- área agrícola: 84%
- área florestal: 8%

## Demografia
Dados de 30 de Junho 2004:
|                      | Total   | Total | Mulheres | Mulheres | Homens  | Homens |
| -------------------- | ------- | ----- | -------- | -------- | ------- | ------ |
|                      | pessoas | %     | pessoas  | %        | pessoas | %      |
| População            | 4801    | 100   | 2375     | 49,5     | 2426    | 50,5   |
| Densidade (pop./km²) | 51,6    | 100   | 25,5     | 25,5     | 26,1    | 26,1   |

De acordo com dados de 2002, o rendimento médio per capita ascendia a 1405,76 zł.

## Subdivisões
- Brodowo, Bruliny, Bylice, Chmielewo, Dziarno, Gaj, Gąsiorowo, Gąsiorówek, Godacze, Gołębie, Klukowo, Klukówek, Kosiorowo, Kościesze, Kowalewice Nowe, Kowalewice Włościańskie, Ostrzeniewo, Prusinowice, Stpice, Strzegocin, Sulkowo, Świercze, Świercze-Siółki, Świerkowo, Świeszewko, Świeszewo, Wyrzyki, Wyrzyki-Pękale.

## Comunas vizinhas
- Gzy, Nasielsk, Nowe Miasto, Sońsk, Winnica